# Chó bò Anh Cũ
Chó bò Anh Cũ (tiếng Anh:Old English Bulldog) là một giống chó đã bị tuyệt chủng.

## Lịch sử
Các môn thể thao đẫm máu như chọi chó và bò đặc ra nhu cầu cần thiết có một giống chó đặc biệt với ngoại hình là của Chó bò Anh Cũ. Các địa điểm chính ở London cho những cuộc thi đấu này là Westminster Pit, Beargarden và Old Conduit Fields. Một trong những nhà lai tạo đã trải qua giai đoạn chuyển tiếp giữa Chó bò Anh Cũ và Chó bò hiện đại là người buôn bán chó nổi tiếng Bill George.

## Ngoại hình
Chó bò Anh Cũ có kích thước nhỏ gọn, to ngang và cơ bắp, như được phản ánh trong Crib and Rosa. Chiều cao trung bình là khoảng 15 inch (380 mm) và có trọng lượng vào khoảng 45 pound (20 kg). Một đặc điểm đặc biệt của giống chó này là hàm dưới được dự đoán rằng nhô ra đáng kể so với hàm trên, điều này có thể tạo ra một "cái kẹp" mạnh mẽ, giống như cái mỏ cặp.

## Phục hồi
Sự lai tạo tái phục hồi giống chó này bắt đầu vào những năm 1970, sử dụng một chương trình nhân giống được phát triển cho gia súc tại Đại học bang Ohio. Dòng giống chó bò Anh Cũ từ đó đã được chia làm hai, được gọi là Bulldoge Olde English và Chó bò Leavitt, trong đó giống chó bò Leavitt trở thành một giống chó thể thao nhẹ nhàng hơn. Những phiên bản hiện đại, mặc dù có khả năng thể chất tương tự, không có tính khí bạo lực của Chó bò Anh Cũ. Việc nhân giống được thực hiện với một nền tảng là một nửa là Chó bò và một nửa từ giống chí Bullmastiff khác, Chó bò Hoa Kỳ và Chó sục bò Hoa Kỳ.